# Abbaye de Saint-Fuscien
Le monastère de Saint-Fuscien-aux-Bois est une ancienne abbaye de moines bénédictins fondée à la fin du VIe siècle dans le village de Saint-Fuscien, dans la Somme, et supprimée à la Révolution.

## Toponymie
Les noms latins de ce monastère ont été Sancti-Fusciani-de-Sylva (d'après le rouleau des morts de Saint Bruno - XIIe siècle) et Sancti-Fusciani-in-Nemore (rouleau de Corbie - XIVe siècle), ce qui a conduit à plusieurs traductions en français : Saint-Fuscien-aux-Bois, Saint-Fuscien-au-Bois et Saint-Fuscien-du-Bois.

## Histoire

### Monastère de Saint-Fuscien-aux-Bois

#### Fondation et ruine de l'abbaye
Selon la tradition, ce serait la reine Frédégonde qui aurait fondé un premier monastère sur le lieu du martyre des saints Victoric et Fuscien.
Lors des invasions normandes, le monastère fut détruit en 859 (reconstruit en 880, puis détruit à nouveau en 925), et il resta en ruine pendant environ deux siècles.

#### Refondation de l'abbaye
Enguerrand de Boves, comte d'Amiens, 1042-1116, dota l'abbaye qui fut restaurée et occupée par des bénédictins. En 1105, la charte de fondation de Geoffroy d'Amiens indique que le premier abbé bénédictin était Odolric. 
L'abbaye est mise en commende en 1533 (i.e. le roi nomme un abbé « commendataire » extérieur au monastère alors qu'avant les moines choisissaient leur abbé « régulier »). Jean Le Veneur fut le premier abbé commendataire.

#### L'abbaye de Saint-Fuscien dans la congrégation de Saint-Maur

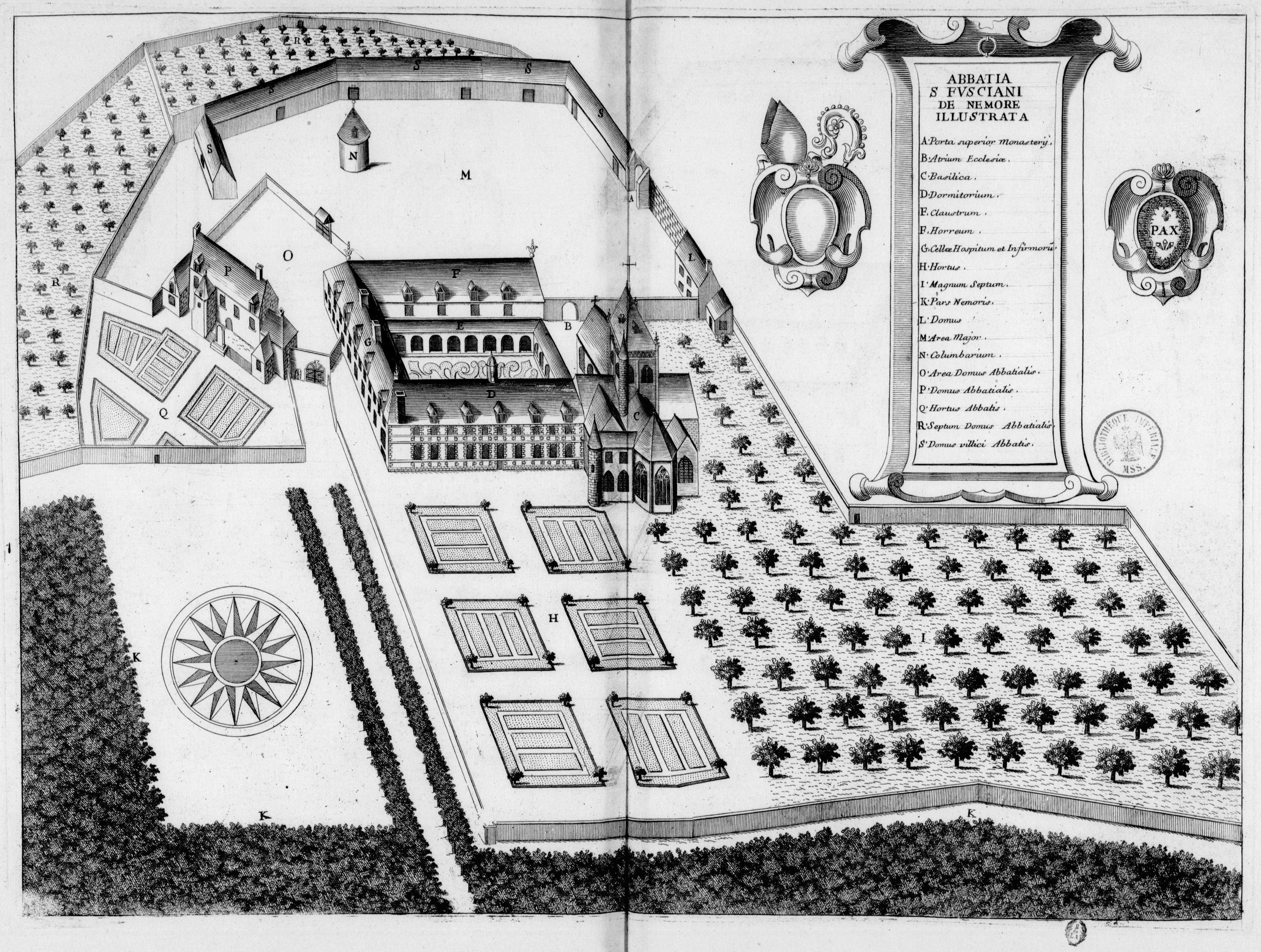
Abbaye de Saint-Fuscien, Monasticon Gallicanum.

En 1648, la réforme de Saint Maur (voir : Congrégation de Saint-Maur) fut introduite dans l'abbaye. La maison mère des Mauristes était l'abbaye de Saint-Germain-des-Prés à Paris et cette congrégation voulait revenir à un régime monastique strict, fidèle à la vie bénédictine. À cette époque, le logis abbatial (dit à présent « château de Saint-Fuscien ») fut reconstruit. L'église de l'abbaye servit pour le culte du village et les moines créèrent une école et instruisirent les enfants gratuitement.
L'abbaye déclina à partir du XVIe siècle, elle passa de 17 moines à 3 en 1700 et 8 à la veille de la Révolution, Guy d'Aligre fut le dernier abbé de 1769 à 1790.

#### Disparition de l'abbaye à la Révolution française
La congrégation bénédictine de Saint Maur fut supprimée lors de la Révolution en 1790 et l'abbaye de Saint-Fuscien fut déclaré bien national et mis en vente. Malgré une pétition signée par les habitants en avril 1791 pour garder leur église, l'abbaye fut vendue à des particuliers qui démolirent une partie des bâtiments conventuels pour récupérer des matériaux de construction. Le village se retrouva sans église et en 1820, une chapelle fut aménagée dans une ancienne grange, avant d'être relayée par une église paroissiale à la fin du xixe siècle.

### École des Frères de Saint Joseph
En 1825, le révérend père Lardeur (1776-1863) acheta ce qui restait de l'abbaye pour y installer une école de la Congrégation des Frères de Saint Joseph. Les écoles de cette congrégation eurent une grande renommée sous le Second Empire. À la suite du retrait de la reconnaissance d’utilité publique à la Société des frères de Saint-Joseph en 1888, les bâtiments conventuels furent alors à nouveau vendus à un particulier.

## Les manuscrits de Saint-Fuscien

### LePsautier de Sanctus-Fuscianus-in-Nemore(fin duXIIIesiècle)
Ce psautier du XIIIe siècle est conservé à Amiens. Saint Benoît introduisit la coutume monacale de la récitation des 150 psaumes au cours de la semaine. Cette récitation est le fondement de l’office mais on ne peut pas considérer les psautiers médiévaux comme des livres liturgiques à part entière.
Le psautier de 165 feuillets (24 cm sur 17 cm) est en parchemin. Les offices à douze leçons, le calendrier et les fêtes en l’honneur des trois saints martyrs (Fuscien, Victoric et Gentien) permettent de conclure que ce manuscrit appartenait à l’abbaye de Saint-Fuscien-aux-Bois .  
C’est un psautier-hymnaire qui comporte :
- un calendrier de Saint-Fuscien (feuillets 1 à 6)
- une Initiale historiée : David jouant de la harpe (feuillet 7)
- un Psautier sans hymnes ni antiennes (feuillets 7 à 114)
- des Cantiques bibliques (feuillets 114 à 124)
- des Litanies (feuillet 124v)
- un Hymnaire (feuillets 128 à 155)

L’hymnaire et parfois l’antiphonaire  peuvent dès l’origine être associés dans le même manuscrit à un psautier : on parle alors de psautier-hymnaire et de psautier-antiphonaire. L’hymne est un chant métrique ou rythmique qui est dit à chaque heure de l’office (par exemple le Veni Creator).
On trouve dans ce psautier le respons « Libera, domine, animas eorum » (position 9) qui est seulement connu dans les trois abbayes bénédictines de Saint-Fuscien-aux-Bois, Vendôme et Nantes.  Ce respons est un bon exemple de l’attitude envers la mort.

### Bréviaire de Saint-Fuscien
Les bibliothèques conservent d’autres manuscrits qui pourraient provenir de l’abbaye. Il y a par exemple, le bréviaire de Saint-Fuscien, à l’usage de l’église d’Amiens (parchemin de 352 feuillets des XIIIe – XIVe siècles). Les offices à douze leçons, les fêtes en l’honneur de saint Benoît et les saints régionaux désignent une abbaye bénédictine picarde qui pourrait être l’abbaye de Saint-Fuscien .

## Vestiges de l'abbaye

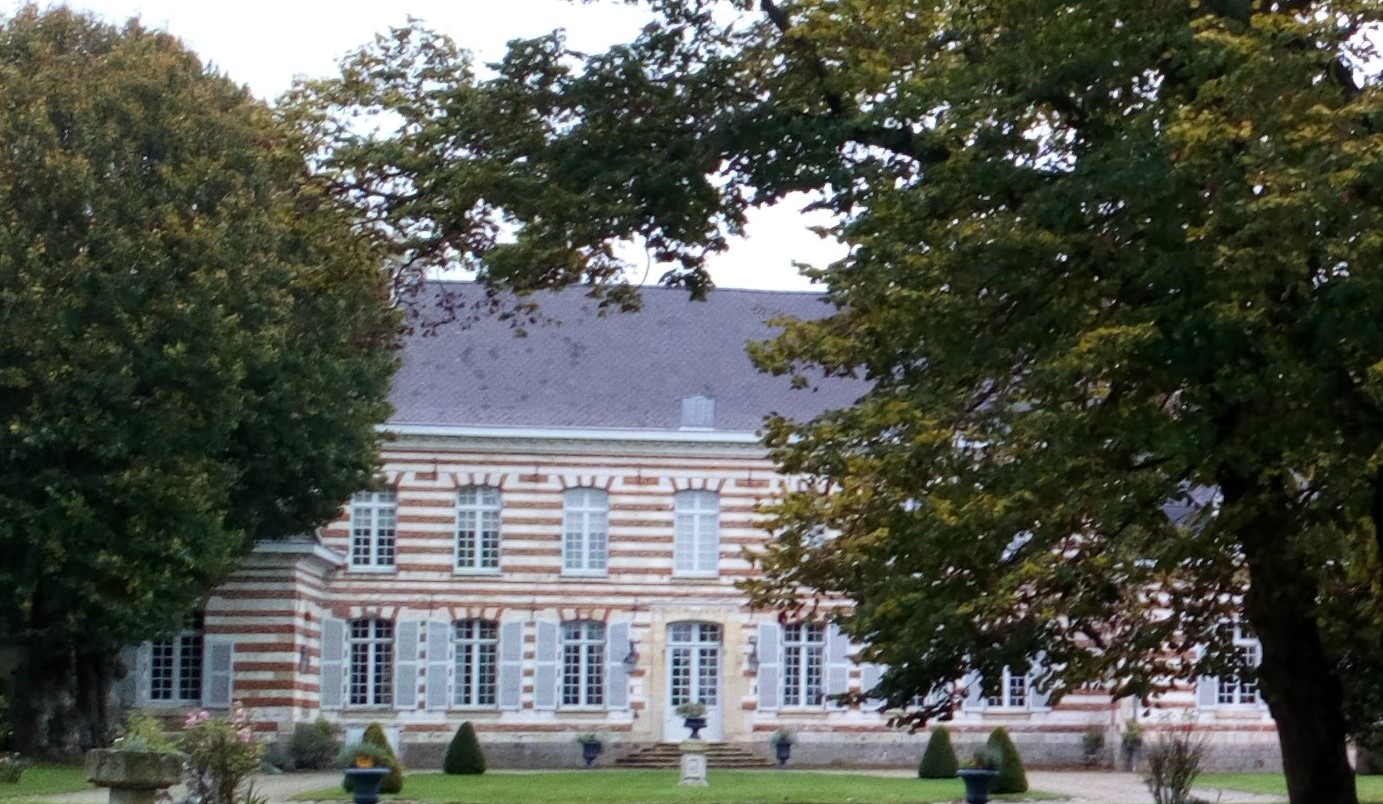
Saint-Fuscien, l'ancien logis abbatial.

À présent, il ne subsiste de l'abbaye que le logis abbatial (dit le château) en brique et pierre et un petit pavillon de l'ancienne abbaye de Saint-Fuscien-aux-bois. En 1771, l'abbé commendataire avait loué le logis abbatial à un particulier qui s'en rendit acquéreur à la Révolution.
Les vestiges de l'abbaye sont protégés en tant que monuments historiques à savoir : les façades et les toitures du logis abbatial et du petit pavillon du XVIIIe siècle, le mur de clôture ainsi que l'ensemble des sols compris dans l'enceinte délimité par ce mur ; inscription par arrêté du 27 mai 1988.
Le maître-autel de l'église abbatiale, placé sur le lieu du martyre des saints Victoric et Fuscien, est conservé dans l'actuelle église paroissiale de Saint-Fuscien, son tabernacle est l'œuvre de Jean Veyren (fin du XVIIIe siècle) ; il était placée dans la chapelle de la Vierge. Il a été réalisé en tôle martelé, le dessus en forme de dôme est coiffé d'une sphère surmontée d'une croix. La porte est décorée d'un ciboire ciselé et doré. Les côtés sont décorés de volutes chantournées.